# Palácio Itamaraty
O Palácio Itamaraty, também conhecido como Palácio dos Arcos, é a sede do Ministério das Relações Exteriores do Brasil, situado em Brasília, capital do Brasil. É considerado uma obra-prima do arquiteto Oscar Niemeyer e do engenheiro estrutural Joaquim Cardozo. Entre os destaques do palácio estão a utilização excepcional do concreto aparente em faixas estreitas pela arquitetura de Niemeyer, o impressionante vão-livre, calculado por Cardozo, e a escada helicoidal do saguão, desenvolvida por Cardozo com o arquiteto Milton Ramos.
O palácio foi inaugurado oficialmente em 20 de abril de 1970 pelo presidente Emílio Garrastazu Médici, embora sua primeira recepção oficial tenha ocorrido em 14 de março de 1967 e tenha ficado aberto a visitação no dia seguinte. Atualmente, três edifícios compõem o complexo do Ministério: o Palácio, o Anexo I, desde 2018 intitulado "Maria José de Castro Rebello Mendes", e o Anexo II, este conhecido popularmente como "Bolo de Noiva". O palácio possui o maior hall sem colunas da América Latina, com área de 2 800 metros quadrados, sendo também considerado o prédio mais rico artisticamente e mais bem conservado da Esplanada dos Ministérios.

## Palácio dos Arcos

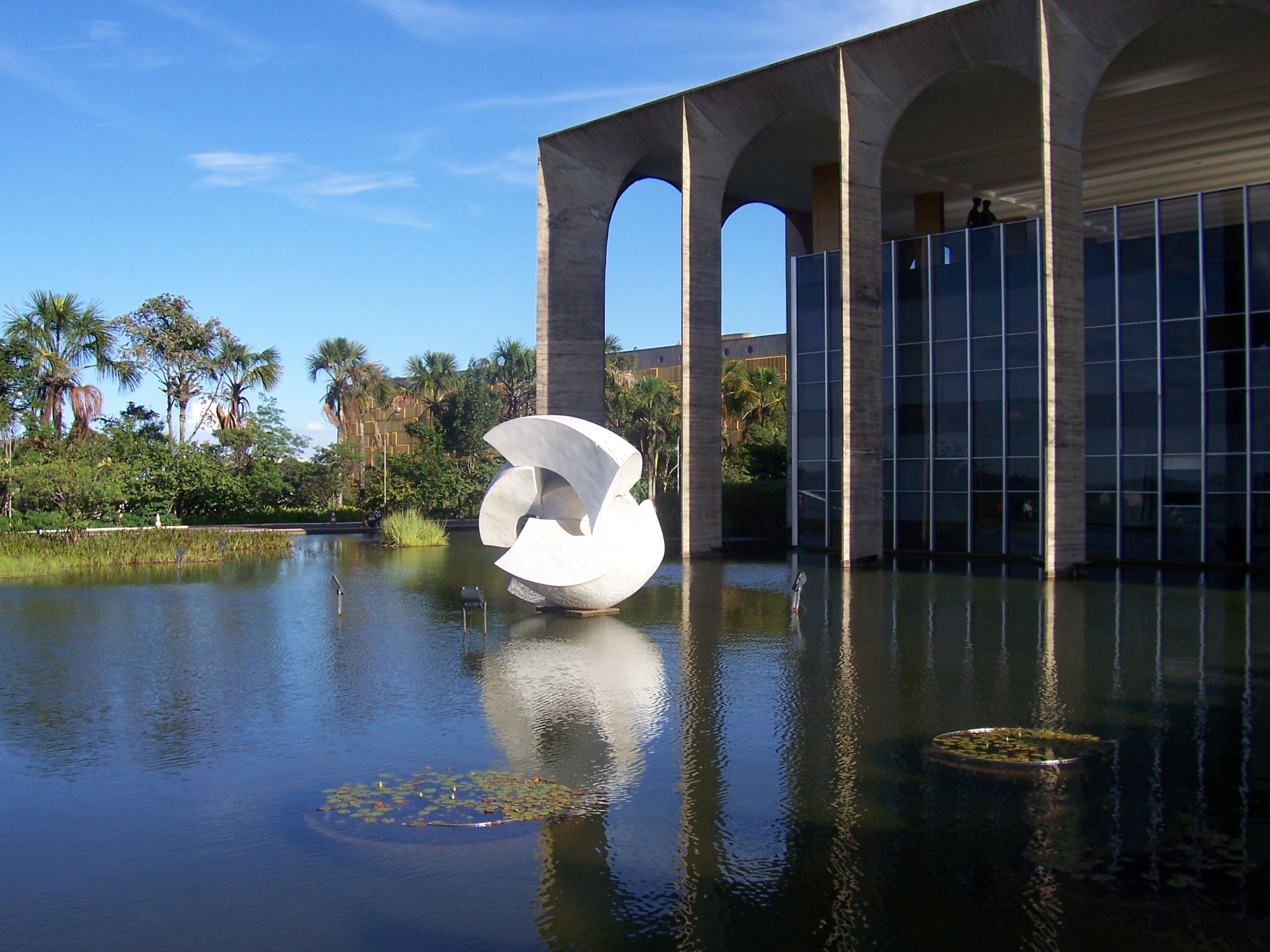
Escultura "Meteoro", desenhada por Bruno Giorgi

"Palácio dos Arcos" foi o primeiro nome dado ao edifício, devido aos arcos da fachada. No entanto, a tradição do nome "Itamaraty", oriunda do nome da antiga sede do ministério no Rio de Janeiro, foi mais forte e o palácio seguiu chamando-se Palácio Itamaraty, apenas com a exclusão do "do" de "Palácio do Itamaraty". Em seu interior, há obras de artistas como Athos Bulcão, Candido Portinari, Pedro Américo, Alfredo Volpi, Maria Martins, Djanira, Jean-Baptiste Debret, Rubem Valentim, Emanoel Araújo, Mary Vieira, Franz Weissman, Frans Krajcberg, Marianne Peretti, Sérgio de Camargo, Luiza Miller, Madeleine Colaço, Concessa Colaço, Tomie Ohtake, Manabu Mabe, Fayga Ostrower, Ione Saldanha, Iberê Camargo, Maria Leontina, Norberto Nicola, Victor Brecheret, Arcangelo Ianelli, Lasar Segall, dentre outros. O paisagismo interno e externo é de Roberto Burle Marx. Em frente ao Palácio Itamaraty, sobre o espelho d'água, encontra-se a escultura "Meteoro", de Bruno Giorgi.
A pedra fundamental do palácio foi lançada pelo presidente Juscelino Kubitschek, em 12 de setembro de 1960, no entanto, devido às dificuldades técnicas para atender às inovações do projeto, este só foi oficialmente concluído e inaugurado, no Dia do Diplomata, em 20 de abril de 1970 pelo presidente Emílio Garrastazu Médici e pelo Ministro das Relações Exteriores, embaixador Mário Gibson Barbosa.

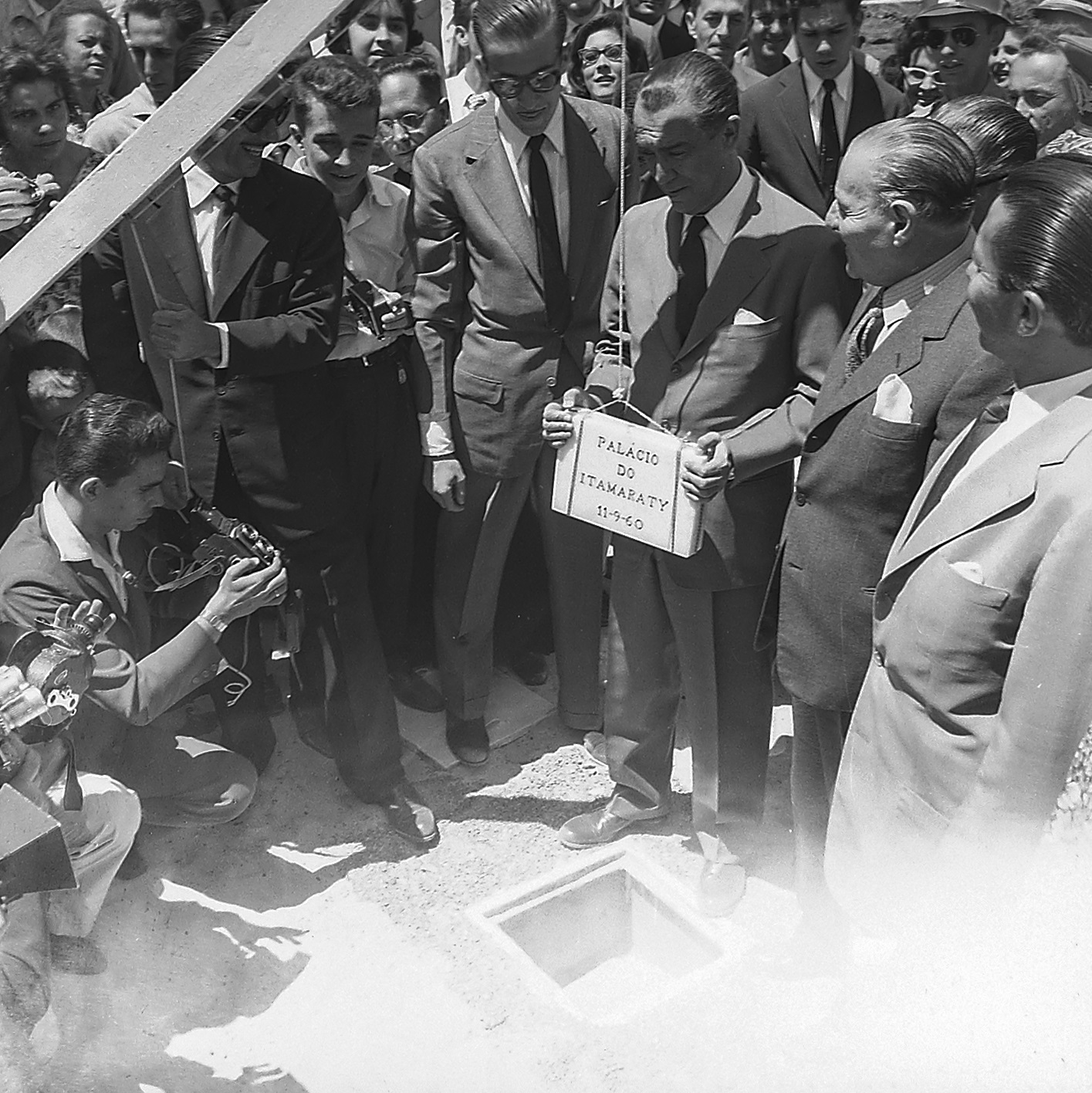
JK lança a pedra fundamental do Ministério das Relações Exteriores em Brasília no dia 11 de setembro de 1960

O palácio é o local onde o chefe de Estado recepciona seus pares e demais autoridades estrangeiras, sendo, assim, um espaço cerimonial por excelência e inclusive já recebeu visitas ilustres de personalidades como Pelé, na sua inauguração, em 1970 e de chefes de estado como a Rainha Elizabeth II do Reino Unido, em 1968, sendo sua recepção considerada uma das mais chiques da capital, também dos presidentes americanos Ronald Reagan, em 1982 e de Barack Obama, em 2011.
No protesto de 20 de junho de 2013, ocorrido em Brasília, em que se reivindicavam diversas mudanças ao Governo Federal, vidraças do prédio foram apedrejadas, algumas paredes pichadas e parte da fachada incendiada por um coquetel molotov jogado por manifestantes.

## Arquitetura

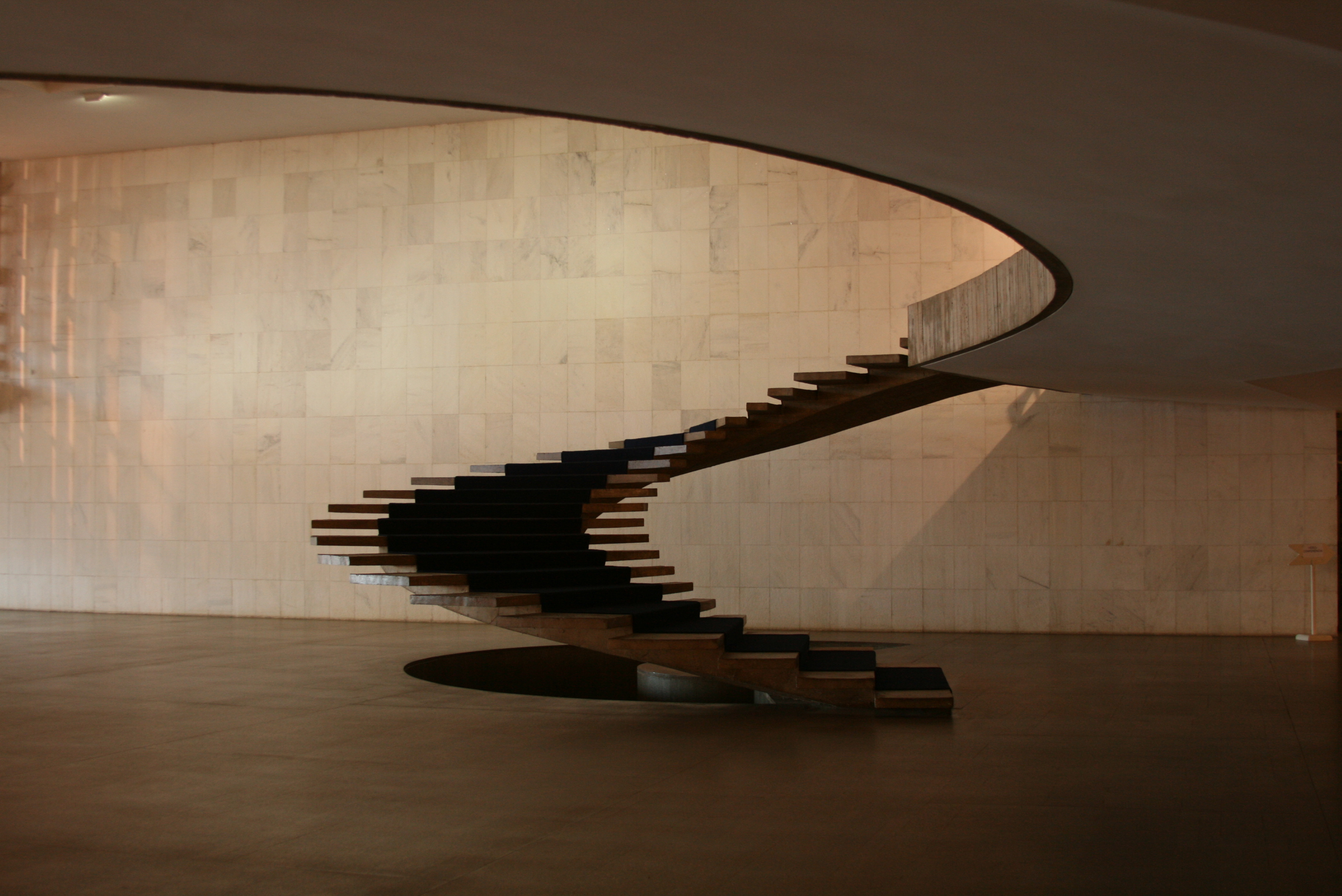
Escada helicoidal no salão do Palácio do Itamaraty

A sede do Ministério das Relações Exteriores certamente exigia mais do que um espaço cerimonial, pois suas funções burocráticas deveriam ser efetivamente cumpridas, desta forma, Niemeyer estava bem assessorado e o programa de necessidades corretamente desenvolvido. O arquiteto projetou uma edificação mais baixa e de planta quadrada para as funções protocolares (o Palácio), contraposto a um prédio mais elevado e delgado para as atividades corriqueiras (o Anexo I). Além disso, Niemeyer retoma o tema dos palácios de Brasília, isto é, a caixa de vidro contida entre duas lajes de concreto com colunata, no entanto, o caráter do edifício era distinto, e, para reforçá-lo, subverteu seus esquemas. O templo "díptero" (com colunas em dois lados) cedeu lugar para o "períptero" (com colunas em toda a volta). A laje superior foi sobre-elevada e a inferior tocou no espelho d’água. As colunas emblemáticas ficaram reservadas para o Executivo (o Palácio do Planalto) e Judiciário (o Supremo Tribunal Federal). A marca do Itamaraty passaria a ser o clássico e nobre arco pleno. Do ponto de vista técnico, são duas estruturas independentes, uma para a caixa de vidro e outra para as arcadas. Do ponto de vista estético, são incontáveis os recursos adotados – da correção óptica das arcadas ao desenho do piso. Seu impressionante vão-livre foi possibilitado pelo cálculo estrutural de Joaquim Cardozo, engenheiro das principais obras da carreira de Niemeyer.
O projeto executivo foi desenvolvido pelo arquiteto Milton Ramos.

## Acervo

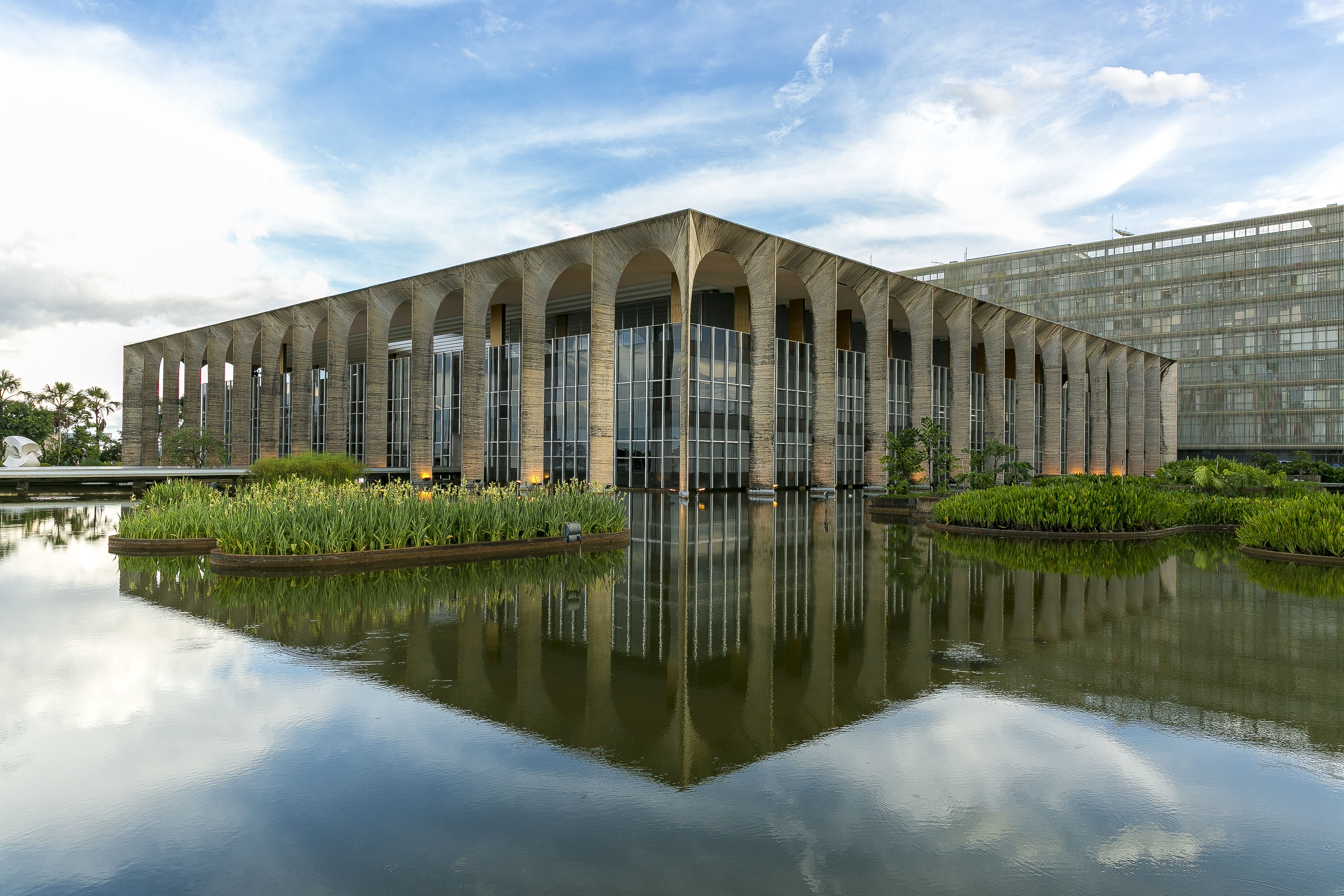
Palácio Itamaraty, em Brasília.

Durante o cinquentenário do Palácio Itamaraty (contando a partir de sua primeira recepção oficial e abertura ao público, em 1967), membros do Instituto de Artes da Universidade de Brasília (UnB) fizeram o levantamento detalhado do acervo de obras do Palácio. A equipe da UnB cadastrou 580 obras de arte no Itamaraty. Apenas de gravuras, há 450. Muitas formam coleções completas de autores nacionais. Pinturas, colagens e desenhos chegam a 92. Estão fora da contagem as peças de mobiliário. Mas só de cadeiras Bahia e Arcos, dois ícones do design brasileiro, há mais de 90. Ambos foram concebidos pelo então jovem arquiteto carioca Bernardo Figueiredo (1934-2012). Os especialistas também observaram as obras expostas em gabinetes de diplomatas e de assessores, pois lá havia obras compradas, em sua maioria, com dinheiro público, porém que nunca foram exibidas à população. Sendo a divulgação dessas obras uma das finalidades do projeto.

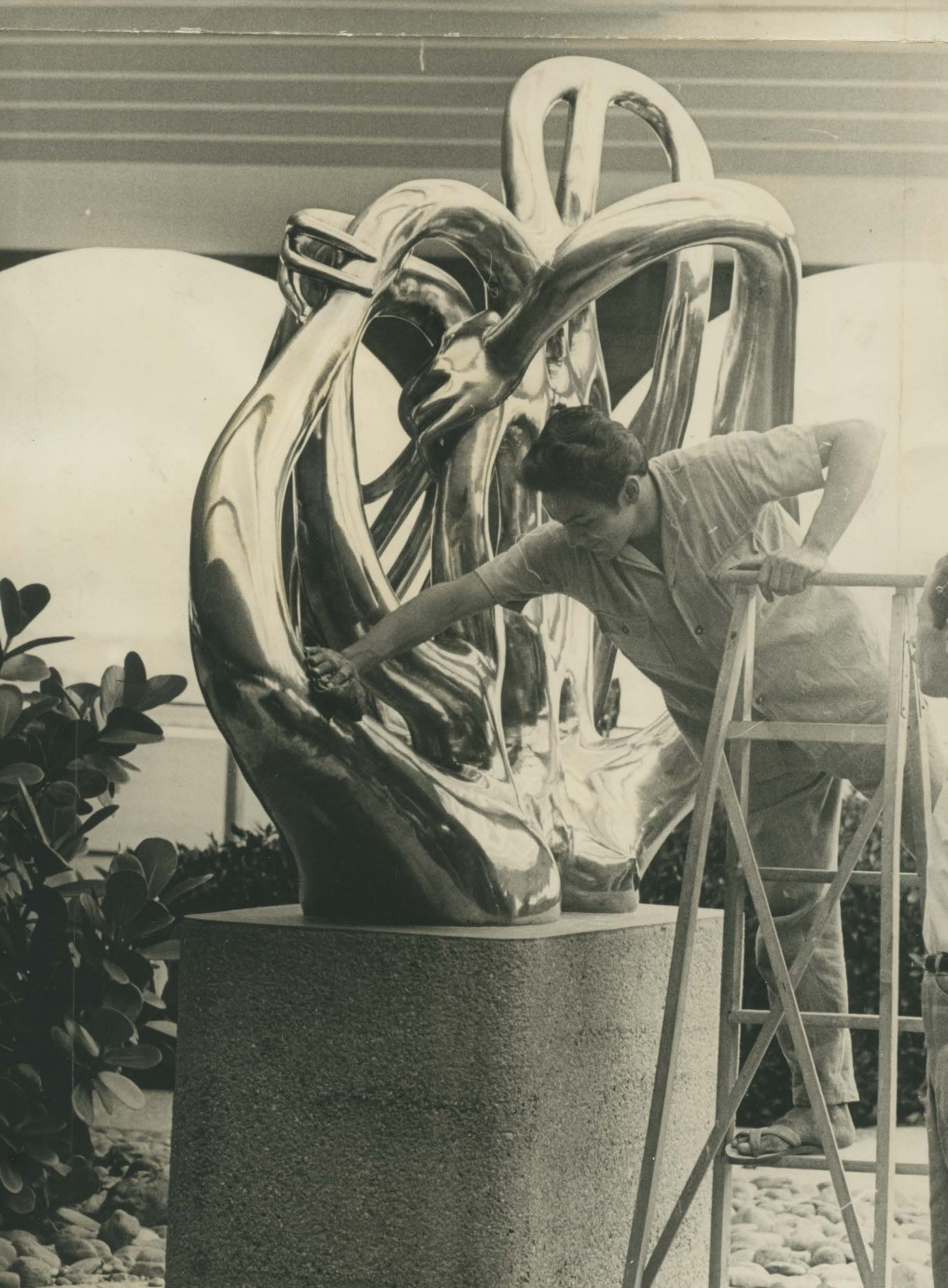
"Canto da Noite", de Maria Martins

Em outra frente de trabalho em função dos 50 anos, o Instituto Federal de Brasília (IFB) entregou ao Itamaraty peças do designer e arquiteto Sérgio Rodrigues (1927-2014) restauradas. Conhecido por usar madeiras nativas em suas criações, Rodrigues ajudou a mudar a linguagem dos móveis e tornou o design brasileiro conhecido mundialmente. E o Ministério das Relações Exteriores (MRE) concentra o maior número de obras dele.
O acervo do palácio também integra elementos antigos e modernos, sendo sua decoração praticamente a mesma de sua inauguração oficial em 1970. Observando o mobiliário vê-se a presença de peças coloniais, barrocas, neoclássicas, do início da indústria moveleira brasileira a ícones da década de 80. Nos gabinetes do Itamaraty, o mobiliário de Sérgio Rodrigues e de Bernardo Figueiredo combinam com tapetes persas comprados em Beirute e Londres. Móveis, quadros e tapeçarias históricos, trazidos do Palácio do Itamaraty no Rio de Janeiro, completam a decoração. Há, ainda, os jardins do paisagista Roberto Burle Marx (1909-1994) nas áreas externas e internas, do térreo ao terraço do terceiro andar.
No Salão Nobre (Jardim Superior) do Itamaraty estão as obras Canto da Noite e Duas Amigas (fotos à direita); esculturas de, respectivamente, Maria Martins e Alfredo Ceschiatti

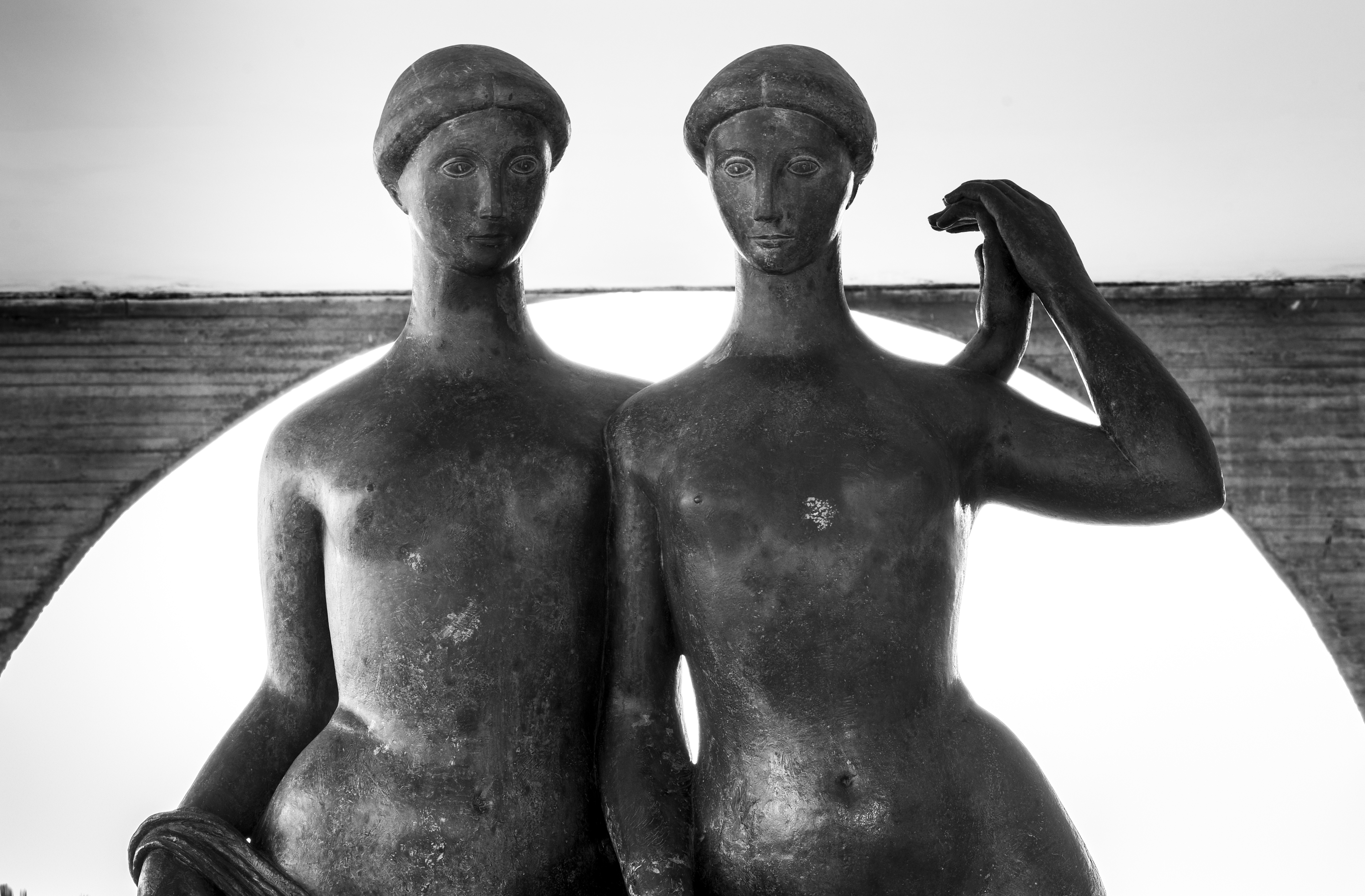
Detalhe da obra "Duas Amigas", de Alfredo Ceschiatti, 1967, bronze (fundição). 255x127x58cm. Crédito da foto: AIG-MRE

## Anexos
O "Anexo I", bloco administrativo, foi batizado em 2018 com o nome da primeira diplomata brasileira, Maria José de Castro Rebello Mendes.
O "Anexo II", também projetado por Niemeyer entre 1974 e 75, por sua forma circular, também é conhecido como "Bolo de Noiva". Teve sua construção iniciada em 1979 e foi concluído em 1986.